# Kerem Atakan Kesgin
Kerem Atakan Kesgin (Tokat, 5 novembre 2000) è un calciatore turco, centrocampista del Bandırmaspor in prestito dal Beşiktaş.

## Carriera

### Club
Cresciuto nel settore giovanile del Bucaspor, ha esordito in prima squadra il 10 aprile 2017 disputando l'incontro di TFF 2. Lig pareggiato 2-2 contro l'İstanbulspor. Dopo aver totalizzato 17 presenze tra campionato e coppa con la maglia del Bucaspor, nel gennaio 2018 compie un doppio salto di categoria, venendo acquistato dal Göztepe. Debutta in Süper Lig il 18 marzo successivo, nel match pareggiato per 1-1 sul campo dell'Alanyaspor. Non riuscendo a trovare spazio in squadra nel corso degli anni, nell'estate del 2020 firma con il Sivasspor.

### Nazionale
Ha giocato con le varie nazionali giovanili turche, dall'Under-15 all'Under-21.

## Statistiche

### Presenze e reti nei club
Statistiche aggiornate al 29 agosto 2023.
| Stagione         | Squadra          | Campionato       | Campionato | Campionato | Coppe nazionali | Coppe nazionali | Coppe nazionali | Coppe continentali | Coppe continentali | Coppe continentali | Altre coppe | Altre coppe | Altre coppe | Totale | Totale |
| Stagione         | Squadra          | Comp             | Pres       | Reti       | Comp            | Pres            | Reti            | Comp               | Pres               | Reti               | Comp        | Pres        | Reti        | Pres   | Reti   |
| ---------------- | ---------------- | ---------------- | ---------- | ---------- | --------------- | --------------- | --------------- | ------------------ | ------------------ | ------------------ | ----------- | ----------- | ----------- | ------ | ------ |
| apr. 2017        | Bucaspor         | 2L               | 2          | 0          | CT              | -               | -               |                    | -                  | -                  |             | -           | -           | 2      | 0      |
| 2017-gen. 2018   | Bucaspor         | 2L               | 10         | 0          | CT              | 5               | 0               |                    | -                  | -                  |             | -           | -           | 15     | 0      |
| Totale Bucaspor  | Totale Bucaspor  | Totale Bucaspor  | 12         | 0          |                 | 5               | 0               |                    | -                  | -                  |             | -           | -           | 17     | 0      |
| gen.-giu. 2018   | Göztepe          | SL               | 1          | 0          | CT              | -               | -               |                    | -                  | -                  |             | -           | -           | 1      | 0      |
| 2018-2019        | Göztepe          | SL               | 0          | 0          | CT              | 0               | 0               |                    | -                  | -                  |             | -           | -           | 0      | 0      |
| 2019-2020        | Göztepe          | SL               | 3          | 0          | CT              | 3               | 0               |                    | -                  | -                  |             | -           | -           | 6      | 0      |
| Totale Göztepe   | Totale Göztepe   | Totale Göztepe   | 4          | 0          |                 | 3               | 0               |                    | -                  | -                  |             | -           | -           | 7      | 0      |
| 2020-2021        | Sivasspor        | SL               | 3          | 0          | CT              | 2               | 0               | UEL                | 0                  | 0                  |             | -           | -           | 5      | 0      |
| 2021-2022        | Sivasspor        | SL               | 22         | 2          | CT              | 5               | 1               | UECL               | 0                  | 0                  |             | -           | -           | 27     | 3      |
| ago. 2022        | Sivasspor        | SL               | 2          | 0          | CT              | 0               | 0               | UEL                | 1                  | 0                  | ST          | 1           | 0           | 4      | 0      |
| Totale Sivasspor | Totale Sivasspor | Totale Sivasspor | 27         | 2          |                 | 7               | 1               |                    | 1                  | 0                  |             | 1           | 0           | 36     | 3      |
| ago. 2022-2023   | Beşiktaş         | SL               | 6          | 0          | CT              | 2               | 0               |                    | -                  | -                  |             | -           | -           | 8      | 0      |
| ago. 2023        | Beşiktaş         | SL               | 0          | 0          | CT              | -               | -               | UECL               | 0                  | 0                  |             | -           | -           | 0      | 0      |
| Totale Besiktas  | Totale Besiktas  | Totale Besiktas  | 6          | 0          |                 | 2               | 0               |                    | 0                  | 0                  |             | -           | -           | 8      | 0      |
| ago. 2023-2024   | Fatih Karagümrük | SL               | 0          | 0          | CT              | 0               | 0               |                    | -                  | -                  |             | -           | -           | -      | -      |
| Totale carriera  | Totale carriera  | Totale carriera  | 49         | 2          |                 | 17              | 1               |                    | 1                  | 0                  |             | 1           | 0           | 68     | 3      |

## Palmarès

### Club

#### Competizioni nazionali
- Coppa di Turchia: 1

Sivasspor: 2021-2022
- Supercoppa di Turchia: 1

Beşiktaş: 2024